# 蟹堡王
蟹堡王是在美国系列电视动画《海绵宝宝》中一个虚构的快餐店（影射現實中的漢堡王快餐店），前身为养老院。它的所有者是尤金·H·蟹（蟹老板）。這家餐廳被認為是比奇堡「有史以來為飲食而建立的最好的飲食場所」，餐厅有两名雇员：海绵宝宝和章鱼哥。餐厅的美味蟹堡非常出名，而且对面的海之霸餐厅的痞老板十分觊觎它的配方。蟹堡王最初在试播集《急店員》中登场。根據《海綿寶寶：百老匯音樂劇》，蟹老闆的女兒珍珍長大後將繼承蟹堡王。
除了《海绵宝宝》電視動畫系列，蟹堡王也出现在其他相关的媒体和商品中：海綿寶寶系列電影、《海綿寶寶：百老匯音樂劇》、電子遊戲和玩具，這家餐廳在整個流行文化中被引用或模仿。它也激發了現實生活中的機構。。

## 创作

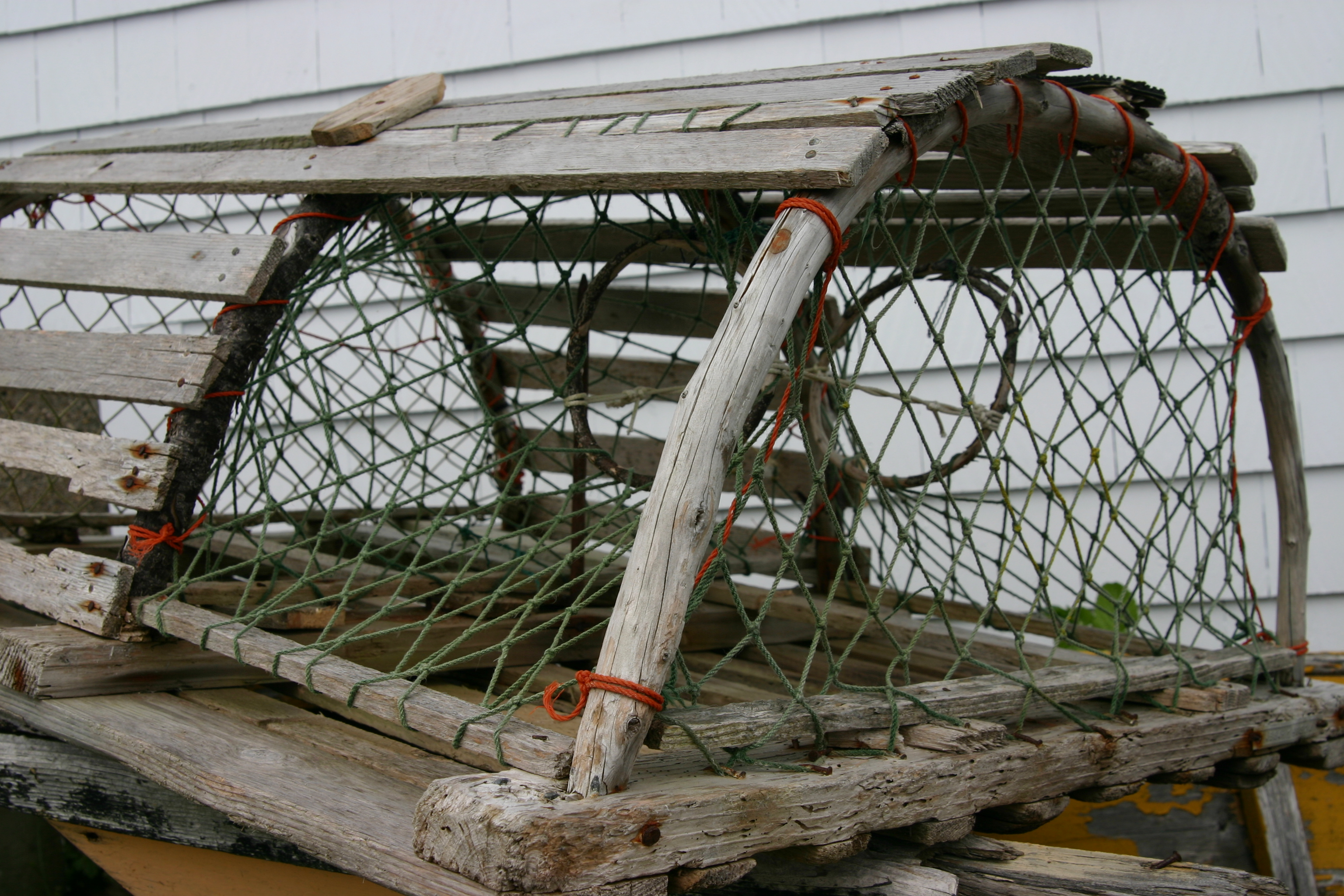
作为蟹堡王建筑原型的捕龙虾器

蟹堡王的建筑设计基于新英格兰捕龙虾器。执行制片人史蒂芬·海倫伯格创作了蟹堡王，动画中很多集都发生在蟹堡王中。海倫伯格一定程度上把他曾经当厨师的餐馆作为蟹堡王的原型。蟹堡王首次出现在第1季的试播集《急征店员》中。

## 在《海绵宝宝》中的形象
蟹堡王是一家以高价出售各种快餐产品的餐厅。餐厅名称的来源有所矛盾：在第50集中提到蟹堡王（Krusty Krab）的名字来自Rusty Krab——比奇堡一个老年公寓，后被蟹老板收购改建成餐厅。但是第115集中，餐厅的名字来自一艘名为Krusty Krab的海盗船，蟹老板也拥有该船。蟹堡王是比奇堡最成功的餐厅之一（但在第50集中可以看到蟹堡王的一张Y轴数字逐渐减小的上升趋势图，可能暗示“最成功的餐厅”其实是反话）。蟹堡王严格保守自己的商业秘密，竞争对手海之霸的痞老板也不断徒劳地尝试获取美味蟹堡的秘密配方（同时会引出蟹老板为了保护它而采取的夸张措施），这是整个系列中一个重要的反复出现的主题。蟹堡王能吸引众多顾客是因为美味蟹堡独特的美味，也因为对面海之霸无法下咽的菜品。由于缺乏可行的竞争，蟹老板可以自由地抬高价格，他常常这么做。蟹堡王在第77集《好哥儿们》、第154集《欲速则不达》和《海綿寶寶：海陸大出擊》中有一个给过路司机供餐的得来速窗口。蟹堡王自称清洁无病菌，并且承诺不满意可退款。
除了蟹老板（他大部分时间都在餐厅办公室里数钱），蟹堡王还有有两名全职员工：收银员章鱼哥和厨师兼清洁工海绵宝宝。在极少情况中蟹老板会聘请派大星来替换海绵宝宝，或者为了娱乐顾客进行平地摔（第120集《我爱帽帽》）。